# Shimano
Shimano (japonsko 株式会社シマノ Kabušiki-gaiša Shimano) je japonska mednarodna korporacija, ki proizvaja opremo za kolesa, ribolovsko opremo in opremo za veslanje. Do leta 2005 so proizvajali tudi opremo za golf, do leta 2008 pa tudi opremo za deskanje na snegu. Sedež podjetja je v Sakai-u, v prefekturi Osaka. Shimano ima 33 podružnic, glavne proizvodne tovarne so na Kitajskem, v Maleziji in Singapurju. Shimano ima okrog 50 % svetovni delež kolesarskih komponent. 
Podjetje je znano po menjalnikih, proizvaja pa tudi zobnike, zavore, verige, kable, pedala in drugo opremo.